# Eliza Swenson
Eliza Swenson, nome d'arte di Victoria Mazze (Quincy, 28 giugno 1983), è un'attrice, scenografa e cantante statunitense.

## Filmografia

### Attrice

#### Cinema
- Frankenstein Reborn, regia di Leigh Scott (2005)
- The Beast of Bray Road, regia di Leigh Scott (2005)
- King - Il re del mondo perduto (King of the Lost World), regia di Leigh Scott (2005)
- Satanic, regia di Dan Golden (2006)
- Dracula's Curse, regia di Leigh Scott (2006)
- Candy Stripers, regia di Kate Robbins (2006)
- The 9/11 Commission Report, regia di Leigh Scott (2006)
- Pocahauntus, regia di Veronica Craven (2006)
- Dragon, regia di Leigh Scott (2006)
- Pineapple, regia di Damian Skinner (2008)
- Chrome Angels, regia di Leigh Scott (2009)
- Dorothy and the Witches of Oz, regia di Leigh Scott (2012)
- Red Reaper (Legend of the Red Reaper), regia di Tara Cardinal (2013)
- Alice D, regia di Jessica Sonneborn (2014)
- The Lost Girls, regia di Leigh Scott (2014)

#### Televisione
- Transmorphers, regia di Leigh Scott - film TV (2007)
- Drake & Josh – serie TV, episodi 4x20 (2007)
- Drop Dead Gorgeous, regia di Philip Alderton - film TV (2010)
- Le streghe di Oz (The Witches of Oz) – serie TV, episodi 1x1-1x2 (2011)

### Attrice e regista
- The Penny Dreadful Picture Show, co-regia Nick Everhart e Leigh Scott (2013)